# Chamaemyia emiliae
Chamaemyia emiliae är en tvåvingeart som beskrevs av Tanasijtshuk 1970. Chamaemyia emiliae ingår i släktet Chamaemyia och familjen markflugor. Inga underarter finns listade i Catalogue of Life.